# 1-я поперечная линия Чиекуркална
1-я попере́чная ли́ния Чие́куркална (латыш. Čiekurkalna 1. šķērslīnija) — улица в Северном районе города Риги, одна из поперечных линий микрорайона Чиекуркалнс. Соединяет 1-ю и 2-ю «длинные» линии Чиекуркалнса; с другими улицами не пересекается.
Общая длина улицы составляет 245 метров. На всём протяжении имеет асфальтовое покрытие, 2 полосы движения. Общественный транспорт по улице не курсирует.

## История
Чиекуркална 1-я поперечная линия сформировалась в последней четверти XIX века, в ходе застройки территории бывшей усадьбы Шрейенбуш. В 1902 году улице было присвоено официальное название 1-й Шрейенбушский переулок (латыш. Šreienbušas 1. šķērslīnija), а в 1922 году она получила своё современное название.
В 1933 году на улице были устроены тротуары.